# 王政 (建文進士)
王政（1370年—？），字彥貞，湖廣黃州府蘄州第三坊人，民籍，明朝政治人物。進士出身。

## 生平
州學生，湖廣鄉試第三十七名。建文二年（1400年）庚辰科會試第二十四名，殿試登進士三甲。

## 家族
曾祖父王谷堡、祖父王景春，父亲王勝。